# رغبة في الحياة (فلم)
رغبة في الحياة (بالإنجليزية: Lust for Life) هو فيلم دراما تم إنتاجه في الولايات المتحدة وصدر في سنة 1956.

## بطولة
- كيرك دوغلاس
- أنتوني كوين

## الميزانية والإيرادات
بلغت تكلفة إنتاج الفيلم حوالي 3,227,000 دولار بينما حقق أرباحا تقدر بـ 2,695,000 دولار.

### ترشيحات وجوائز
| السنة | الحدث          | الفئة                  | النتيجة  |
| ----- | -------------- | ---------------------- | -------- |
| 1956  | جائزة الأوسكار | أفضل ممثل في دور مساعد | فـــــوز |

## وصلات خارجية
- مقالات تستعمل روابط فنية بلا صلة مع ويكي بيانات